# Memorial Janeza Polde
Memorial Janeza Polde je bilo  mednarodno tekmovanje v smučarskih skokih v Planici. 
Organizirano bilo v spomin takrat nedavno tragično preminulemu legendarnemu slovenskemu skakalcu Janezu Poldi. Tekmovanje je potekalo med letoma 1965 in 1978 na veliki in srednji skakalnici. Polda je leta 1948 na Bloudkovi velikanki v Planici padel pri dolžini svetovnega rekorda 120 metrov. Leta 1949 je zmagal prvo tekmo na novi srednji Pelanovi skakalnici v Planici, leta 1950 pa je dobil še tekmo študijskih poletov na Bloudkovi velikanki. 

## Seznam vseh zmagovalcev
| Datum       | Zmagovalec                                                              | Drugi                                                                   | Tretji                                                                  | Skakalnica          | Tekmovanje               |
| ----------- | ----------------------------------------------------------------------- | ----------------------------------------------------------------------- | ----------------------------------------------------------------------- | ------------------- | ------------------------ |
| 7-mar-1965  | Dieter Mueller                                                          | Helmut Wegscheider                                                      | Dieter Bokeloh                                                          | Srednja Bloudkova   | 1. Memorial Janeza Polde |
| 26-mar-1967 | Reinhold Bachler                                                        | Horst Queck                                                             | Peter Lesser                                                            | Srednja Bloudkova   | 2. Memorial Janeza Polde |
| 24-mar-1968 | Jiří Raška                                                              | Josef Matouš                                                            | Willi Schuster                                                          | Bloudkova velikanka | 3. Memorial Janeza Polde |
| 22-mar-1970 | Vladimir Smirnov                                                        | Aleksander Ivanikov                                                     | Reinhold Bachler                                                        | Srednja Bloudkova   | 4. Memorial Janeza Polde |
| 28-mar-1971 | Hans-Georg Aschenbach                                                   | Walter Steiner                                                          | Peter Štefančič                                                         | Srednja Bloudkova   | 5. Memorial Janeza Polde |
| 24-mar-1973 | Walter Steiner                                                          | Heinz Wosipiwo                                                          | Josef Matouš                                                            | Bloudkova velikanka | 6. Memorial Janeza Polde |
| 13-apr-1975 | Willi Pürstl                                                            | Bogdan Norčič                                                           | Rudi Wanner                                                             | Bloudkova velikanka | 7. Memorial Janeza Polde |
| 21-mar-1976 | posamična tekma je bila zaradi slabega vremena prekinjena in odpovedana | posamična tekma je bila zaradi slabega vremena prekinjena in odpovedana | posamična tekma je bila zaradi slabega vremena prekinjena in odpovedana | Bloudkova velikanka | 8. Memorial Janeza Polde |
| 19-mar-1978 | Reinhold Bachler                                                        | Bogdan Norčič                                                           | Marko Mlakar                                                            | Bloudkova velikanka | 9. Memorial Janeza Polde |